# Oleg Krikun
Oleg Olegowicz Krikun (ukr. Олег Олегович Крикун / Ołeh Ołehowycz Krykun; ros. Олег Олегович Крикун; ur. 20 kwietnia 1991 w Symferopolu) – rosyjski siatkarz pochodzenia ukraińskiego, grający na pozycji środkowego i atakującego.

## Sukcesy klubowe
Liga ukraińska:
- 2010
- 2009

I liga polska:
- 2021

Liga cypryjska:
- 2024[5]

## Sukcesy reprezentacyjne
Mistrzostwa Świata U-23:
- 2013